# Johanna Witasek

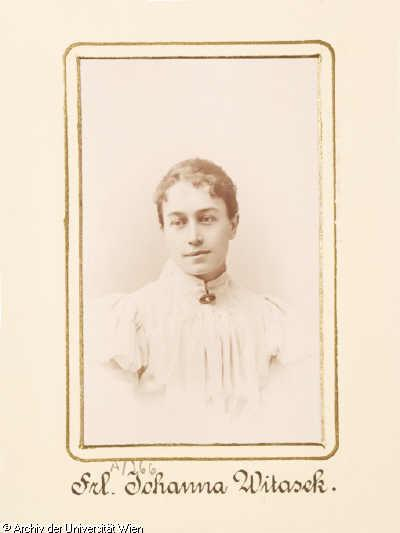
Johanna Witasek (1866–1910)

Johanna Amalia Witasek (* 13. August 1865 in Wien, Kaisertum Österreich; † 5. Juli 1910 in Enzesfeld) war eine österreichische Botanikerin.

## Leben

### Jugend und Lehrberuf
Johanna Witasek wurde als Tochter des Eisenbahnoberinspektors Wenzel Johann Witasek († 1902) und dessen erster Ehefrau, Ennem Witasek, in Wien geboren. Sie wuchs mit vier Geschwistern auf; ihr Bruder war der Psychologe Stephan Witasek.
Nach bestandener Lehrbefähigungsprüfung wurde sie Lehrerin für „Spezialfächer“ an Wiener öffentlichen Schulen. Von 1891 bis zu ihrem Tod war sie Lehrerin an einer Wiener Mädchenbürgerschule in der Reisnerstraße 43.
Sie blieb unverheiratet und wird in einem Nachruf als „still, ernst und in sich gekehrt“ beschrieben.
Seit 1878 durften Frauen an den cisleithanischen Universitäten Lehrveranstaltungen als „Hospitantinnen“ besuchen. 1897 schrieben sich Johanna und ihre Schwester Irene an der Universität Wien ein. Hier war sie mit Unterbrechungen bis 1903 inskribiert. Laut Zeitgenossen war es ihre Motivation, ein höheres Ziel als die Lehrtätigkeit an der Bürgerschule zu erreichen.

### Wissenschaftliche Arbeiten
Während ihres Studiums begann Witasek, wissenschaftlich am Botanischen Institut mitzuarbeiten. Ihr Vorgesetzter war zunächst Karl Fritsch und dann Richard Wettstein. Beide vertrauten ihr Projekte zur Bestimmung von gesammelten Pflanzenarten an.
1899 publizierte sie ihre erste Schrift, Die Arten der Gattung Callianthemum. Hierfür forschte Witasek unter Fritschs Leitung an rund zwölf Herbarien, die ihr durch ihre Besitzer zur Verfügung gestellt worden waren oder deren Durchsicht ihr gestattet wurde.
Aufgrund ihrer sorgfältigen Arbeitsweise betraute Fritsch sie anschließend mit der Bearbeitung von bislang unbestimmten Belegen der Glockenblumengewächse. Diese Belege sollten als Exsikkaten Teil des Werkes Flora exsiccata Austro-Hungarica werden und mit erläuternden Herbar-Etiketten (Schedae) versehen werden, um als Tauschgut an Abonnenten verschickt werden zu können.
Nach Abschluss dieser Arbeit forderte Wettstein Witasek dazu auf, die Gattung Calceolaria für Karl Friedrich Reiches im Erscheinen begriffene Flora von Chile zu bearbeiten. Witasek publizierte die Resultate ihrer Arbeit 1905/1906, da „das Erscheinen des bezüglichen Bandes der Flora von Chile in nächster Zeit noch nicht zu erwarten steht“. Sie schreibt: „Die Arbeit führte zu einer teilweisen Änderung der bisher bestehenden Gliederung der Gattung, sowie zur Aufstellung einiger neuen Arten.“ Rund 22 Arten der Pantoffelblumen wurden in ihr erstmals beschrieben. Die Exsiccaten gehörten dem Herbarium des naturhistorischen Hofmuseums an, dessen Benutzung Witasek gestattet wurde.
Ihre letzte große Arbeit befasste sich mit den Nachtschatten-Gewächsen (Solanum) und erschien 1909. Dieses Material stammte von der Samoareise von Karl Rechinger und Lily Rechinger-Favarger. Rechingers im Juli 1909 der Akademie der Wissenschaften vorgelegtes Werk der Botanischen und Zoologischen Ergebnisse wurde 1910 inklusive der Beiträge von Witasek abgedruckt.
Erst 1931 veröffentlichte Viktor Ferdinand Schiffner das Manuskript Witaseks über „die von Prof. Dr. V. Schiffner in den jahren 1893 und 1894 auf Java und Sumatra gesammelten Solanaceen“, das zwischenzeitlich verloren gegangen war.

### Tod
Am 5. Juli 1910, wenige Wochen vor Vollendung ihres 45. Lebensjahres, verließ Witasek ihre Wohnung in Wien, ohne ihrem Dienstmädchen Auskunft über ihr Ziel zu geben. Am selben Tag wurde ihre Leiche im Wald von Enzesfeld in Niederösterreich aufgefunden; ihr Tod wurde als Suizid klassifiziert. Die Gründe für ihren sorgfältig geplanten Selbstmord mit einem Revolver konnten nicht geklärt werden. Witasek fand ihre letzte Ruhestätte auf dem Wiener Zentralfriedhof.
Die k.-k. Zoologisch-botanische Gesellschaft verlautbarte: „Fräulein Witasek besaß mit ihrem bescheidenen liebenswürdigen Wesen viele Freunde unter uns, die sie auch wegen ihrer gediegenen wissenschaftlichen Arbeiten schätzten und von ihrem tragischen Ende schmerzlichst betroffen waren.“ Witasek war wirkliches Mitglied der Gesellschaft gewesen.

## Rezeption und Nachwirken

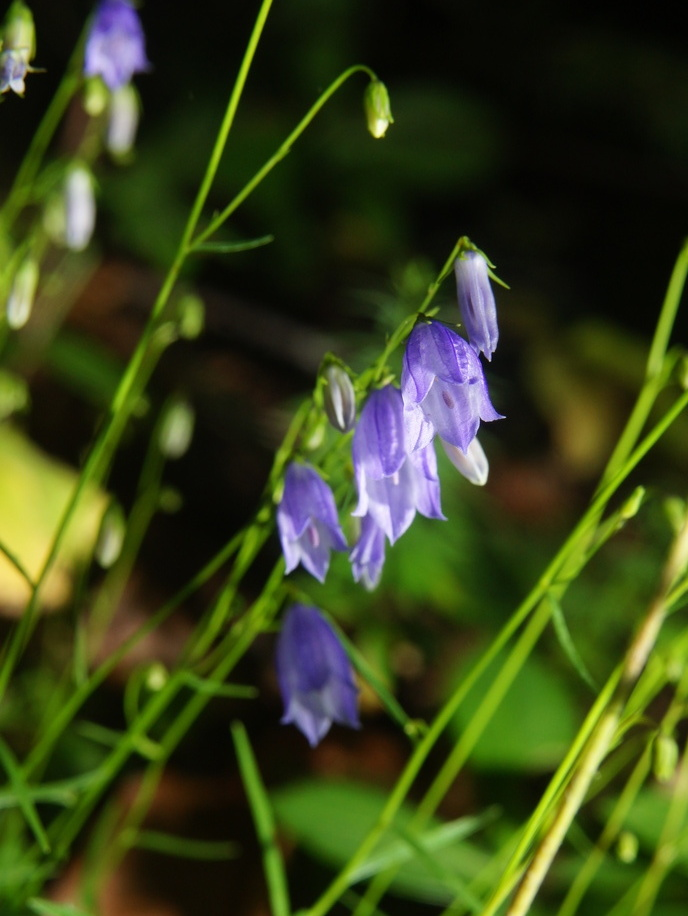
Campanula witasekiana

Johanna Witasek ist Namensgeberin bzw. Erstbeschreiberin von 113 Pflanzenarten.
August von Hayek rezensierte 1902 Witaseks Abhandlung „Ein Beitrag zur Kenntnis der Gattung Campanula“ und urteilte, die Verfasserin gelange „zu sehr bemerkenswerthen Schlüssen“ durch „die mit musterhaftem Fleisse und ausserordentlicher Gewissenhaftigkeit durchgeführte Arbeit“. Er hoffte, Witasek würde „in Bälde die zunächst verwandten Formenkreise“ einer Bearbeitung unterwerfen.
Kritisiert wurden Witaseks Untersuchungen durch Beck von Mannagetta 1900 und Simmons 1907. Dieser Kritik antwortete sie mit Widerlegungen der Einwände.
1906 benannte Friedrich Vierhapper das Glockenblumengewächs Campanula witasekiana nach ihr.
Witasek besaß ein eigenes Herbarium. Der Hauptteil befindet sich heute am Botanischen Institut in Wien. Er wurde dem Institut im Oktober 1911 durch ihre Familie geschenkt. Im Herbarium des Institutes für Pflanzenwissenschaften der Universität Graz (Akronym GZU) befinden sich etwa 600 Papierbogen. Eine „kleine Sammlung österreichischer Pflanzen“ hatte Witasek der Universität bereits 1902 geschenkt.

## Schriften
- Die Arten der Gattung Callianthemum. In: Verhandlungen der Kaiserlich-Königlichen Zoologisch-Botanischen Gesellschaft in Wien. Band 49, 1899, S. 316–355 (zobodat.at [PDF]).
- Campanula Hostii Baumgarten und Campanula pseudolanceolata Pantocsek. In: Verhandlungen der Zoologisch-Botanischen Gesellschaft in Wien. Band 50, 1900, S. 186–190 (zobodat.at [PDF]).
- Bemerkungen zur Nomenclatur der Campanula Hostii Baumgarten. In: Verhandlungen der Zoologisch-Botanischen Gesellschaft in Wien. Band 51, 1901, S. 33–44 (zobodat.at [PDF]).
- Ein Beitrag zur Kenntniss der Gattung Campanula. In: Abhandlungen der k.k. zool.-bot. Gesellschaft in Wien. Band I, Nr. 3, 1902 (zobodat.at [PDF]).
- Einige Bemerkungen über Campanula rotundifolia L. und mehrere nächst verwandte Arten. In: Meddelanden af Societas pro Fauna et Flora Fennica. Band 29, 1903, S. 203–210 (online).
- Die chilenische Arten der Gattung Calceolaria. In: Österreichische Botanische Zeitschrift. Band 35, Dezember 1905, S. 449–456 (zobodat.at [PDF]). Band 56, Jan 1906, S. 13–20 (zobodat.at [PDF]).
- Elfter Jahresbericht des Naturwissenschaftlichen Orientvereins (früher "Gesellschaft zur Förderung der naturhistorischen Erforschung des Orients in Wien") für das Jahr 1905. – Jahresbericht des Naturwissenschaftlichen Orientvereins = Jahresbericht der Gesellschaft zur Förderung der naturhistorischen Erforschung des Orients in Wien. Mitwirkung. Band 11, S. 1–87 (zobodat.at [PDF]).
- Erwiderung... In: Bot. Not. Band 1907, S. 161–167.
- Über Kränzlins Bearbeitung der „Scrophulariaceae - Antirrhinoideae - Calceolarieae“ in Englers „Pflanzenreich“. In: Österreichische Botanische Zeitschrift. Nr. 57, 1907, S. 217–230/259–265 (zobodat.at [PDF]).
- Über die Sproßfolge bei einigen Calceolaria-Arten. In: Österreichische Botanische Zeitschrift. Nr. 58, 1908, S. 129–133 (zobodat.at [PDF]).
- Kaiserliche Akademie der Wissenschaften in Wien (Hrsg.): Ergebnisse der Botanischen Expedition der kaiserlichen Akademie der Wissenschaften nach Südbrasilien 1901. I. Band (Pteridophyta und Anthophyta), Zweiter Halbband : Solanaceae / bearbeitet von J. Witasek (Sonderabdruck). Hof- und Staatsdruckerei, 1910.
- Die von Prof. Dr. V. Schiffner in den Jahren 1893 und 1894 auf Java und Sumatra gesammelten Solanaceen. In: Österreichische Botanische Zeitschrift. Nr. 80(2), 1931, S. 162–167, JSTOR:43335769 (posthum veröffentlicht von Viktor Schiffner).